# André Rossignol (schermidore)
André Rossignol (fl. XX secolo) è stato uno schermidore francese, vincitore di due medaglie di bronzo ai Campionati Internazionali di scherma.